# 思華力腸

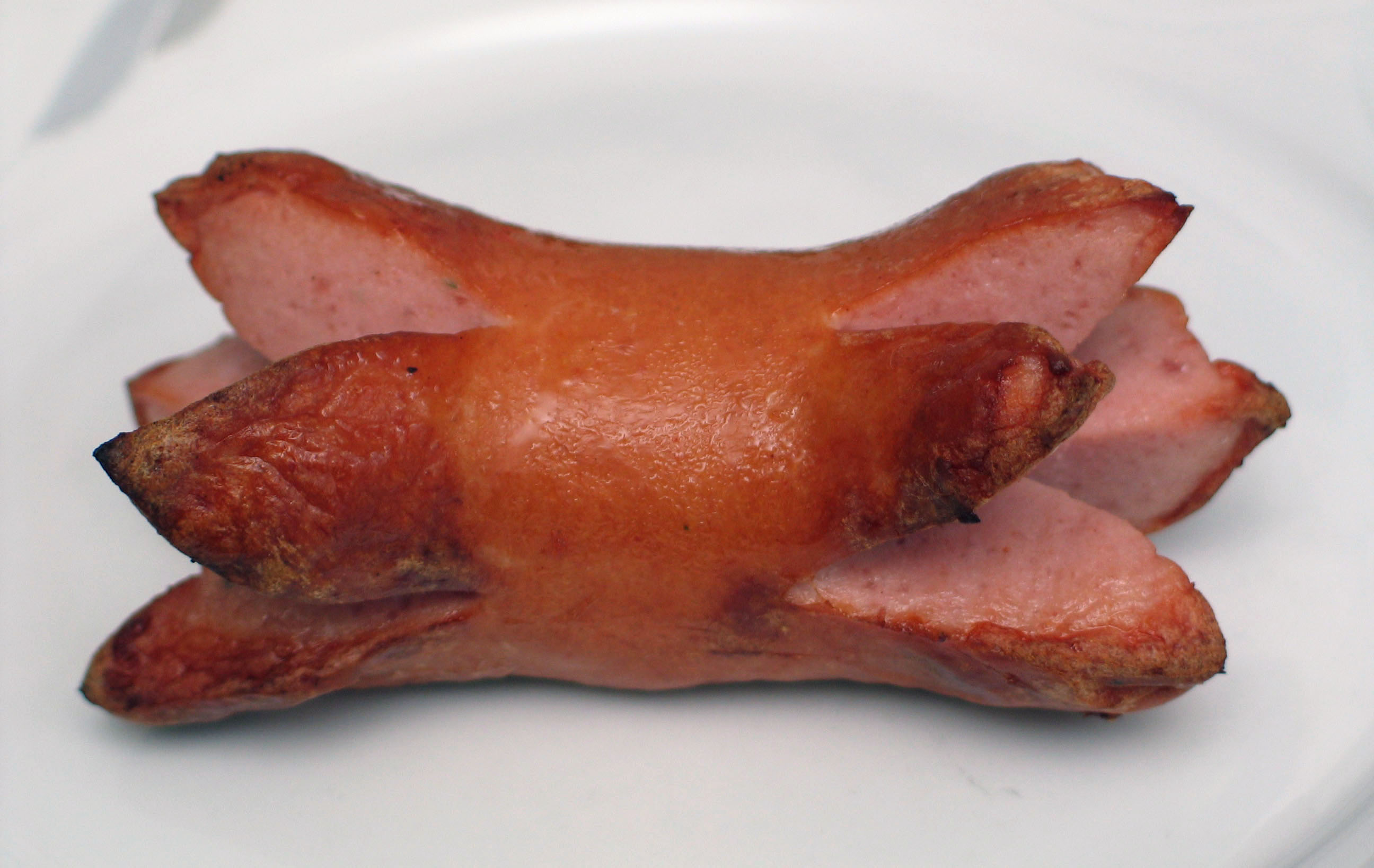
思華力腸

思華力腸（cervelat，又譯司華力腸）是德國及瑞士一種香腸，最初由豬肉和豬腦製成。
德國思華力腸是一種加工的香腸，由剁碎的豬肉、牛肉和煙肉，冷熏一天製成。
瑞士思華力腸是一種烤香腸，由豬肉、牛肉製成，輕輕熏製然後煮沸。